# Halter nutans
Halter nutans är en insektsart som beskrevs av Navás 1910. Halter nutans ingår i släktet Halter och familjen Nemopteridae. Inga underarter finns listade i Catalogue of Life.